# 1.ª etapa do Giro d'Italia de 2021
A 1.ª etapa do Giro d'Italia de 2021 teve lugar a 8 de maio de 2021 e consistiu numa contrarrelógio individual com início e final em Turim sobre um percurso de 8,61 km que foi vencida pelo italiano Filippo Ganna do Ineos Grenadiers, convertendo deste modo no primeiro líder da prova.

## Classificação da etapa
| Turim - Turim | contrarrelógio individual | (8,6 km) |

| \| Classificação por etapas \| Classificação por etapas \| Classificação por etapas \| Classificação por etapas \| Classificação por etapas \| \| Ciclista \| Ciclista \| Equipe \| Tempo \| \| \| ------------------------ \| ------------------------ \| ------------------------ \| ------------------------ \| ------------------------ \| \| 1. \| Filippo Ganna \| Ineos Grenadiers \| 8m47s \| \| \| 2. \| Edoardo Affini \| Jumbo-Visma \| + 10s \| \| \| 3. \| Tobias Foss \| Jumbo-Visma \| + 13s \| \| \| 4. \| João Almeida \| Deceuninck-Quick Step \| + 17s \| \| \| 5. \| Rémi Cavagna \| Deceuninck-Quick Step \| + 18s \| \| \| 6. \| Jos van Emden \| Jumbo-Visma \| + 18s \| \| \| 7. \| Remco Evenepoel \| Deceuninck-Quick Step \| + 19s \| \| \| 8. \| Max Walscheid \| Qhubeka Assos \| + 19s \| \| \| 9. \| Matthias Brändle \| Israel Start-Up Nation \| + 22s \| \| \| 10. \| Gianni Moscon \| Ineos Grenadiers \| + 23s \| \| |                  |                        |       |
| |                  |                        |       |
| Fonte: ProCyclingStats |                  |                        |       |
| Classificação por etapas |                  |                        |       |
| Ciclista | Ciclista         | Equipe                 | Tempo |
| 1. | Filippo Ganna    | Ineos Grenadiers       | 8m47s |
| 2. | Edoardo Affini   | Jumbo-Visma            | + 10s |
| 3. | Tobias Foss      | Jumbo-Visma            | + 13s |
| 4. | João Almeida     | Deceuninck-Quick Step  | + 17s |
| 5. | Rémi Cavagna     | Deceuninck-Quick Step  | + 18s |
| 6. | Jos van Emden    | Jumbo-Visma            | + 18s |
| 7. | Remco Evenepoel  | Deceuninck-Quick Step  | + 19s |
| 8. | Max Walscheid    | Qhubeka Assos          | + 19s |
| 9. | Matthias Brändle | Israel Start-Up Nation | + 22s |
| 10. | Gianni Moscon    | Ineos Grenadiers       | + 23s |

## Classificações ao final da etapa
- As classificações finalizaram da seguinte forma:[2]

### Classificação geral(Maglia Rosa)
| \| Classificação geral \| Classificação geral \| Classificação geral \| Classificação geral \| Classificação geral \| \| Ciclista \| Ciclista \| Equipe \| Tempo \| \| \| ------------------- \| ------------------- \| ---------------------- \| ------------------- \| ------------------- \| \| 1. \| Filippo Ganna \| Ineos Grenadiers \| 8m47s \| \| \| 2. \| Edoardo Affini \| Jumbo-Visma \| + 10s \| \| \| 3. \| Tobias Foss \| Jumbo-Visma \| + 13s \| \| \| 4. \| João Almeida \| Deceuninck-Quick Step \| + 17s \| \| \| 5. \| Rémi Cavagna \| Deceuninck-Quick Step \| + 18s \| \| \| 6. \| Jos van Emden \| Jumbo-Visma \| + 18s \| \| \| 7. \| Remco Evenepoel \| Deceuninck-Quick Step \| + 19s \| \| \| 8. \| Max Walscheid \| Qhubeka Assos \| + 19s \| \| \| 9. \| Matthias Brändle \| Israel Start-Up Nation \| + 22s \| \| \| 10. \| Gianni Moscon \| Ineos Grenadiers \| + 23s \| \| |                  |                        |       |
| |                  |                        |       |
| Fonte: ProCyclingStats |                  |                        |       |
| Classificação geral |                  |                        |       |
| Ciclista | Ciclista         | Equipe                 | Tempo |
| 1. | Filippo Ganna    | Ineos Grenadiers       | 8m47s |
| 2. | Edoardo Affini   | Jumbo-Visma            | + 10s |
| 3. | Tobias Foss      | Jumbo-Visma            | + 13s |
| 4. | João Almeida     | Deceuninck-Quick Step  | + 17s |
| 5. | Rémi Cavagna     | Deceuninck-Quick Step  | + 18s |
| 6. | Jos van Emden    | Jumbo-Visma            | + 18s |
| 7. | Remco Evenepoel  | Deceuninck-Quick Step  | + 19s |
| 8. | Max Walscheid    | Qhubeka Assos          | + 19s |
| 9. | Matthias Brändle | Israel Start-Up Nation | + 22s |
| 10. | Gianni Moscon    | Ineos Grenadiers       | + 23s |

### Classificação por pontos(Maglia Ciclamino)
| Classificação por pontos | Classificação por pontos | Classificação por pontos | Classificação por pontos | Classificação por pontos |
| Ciclista                 | Ciclista                 | Equipe                   | Pontos                   |                          |
| ------------------------ | ------------------------ | ------------------------ | ------------------------ | ------------------------ |
| 1.                       | Filippo Ganna            | Ineos Grenadiers         | 15 pts                   |                          |
| 2.                       | Edoardo Affini           | Jumbo-Visma              | 12 pts                   |                          |
| 3.                       | Tobias Foss              | Jumbo-Visma              | 9 pts                    |                          |
| 4.                       | João Almeida             | Deceuninck-Quick Step    | 7 pts                    |                          |
| 5.                       | Rémi Cavagna             | Deceuninck-Quick Step    | 6 pts                    |                          |
| 6.                       | Jos van Emden            | Jumbo-Visma              | 5 pts                    |                          |
| 7.                       | Remco Evenepoel          | Deceuninck-Quick Step    | 4 pts                    |                          |
| 8.                       | Max Walscheid            | Qhubeka Assos            | 3 pts                    |                          |
| 9.                       | Matthias Brändle         | Israel Start-Up Nation   | 2 pts                    |                          |
| 10.                      | Gianni Moscon            | Ineos Grenadiers         | 1 pt                     |                          |

### Classificação dos jovens(Maglia Bianca)
| Classificação dos jovens | Classificação dos jovens | Classificação dos jovens | Classificação dos jovens | Classificação dos jovens |
| Ciclista                 | Ciclista                 | Equipe                   | Tempo                    |                          |
| ------------------------ | ------------------------ | ------------------------ | ------------------------ | ------------------------ |
| 1.                       | Filippo Ganna            | Ineos Grenadiers         | 8m47s                    |                          |
| 2.                       | Edoardo Affini           | Jumbo-Visma              | + 10s                    |                          |
| 3.                       | Tobias Foss              | Jumbo-Visma              | + 13s                    |                          |
| 4.                       | João Almeida             | Deceuninck-Quick Step    | + 17s                    |                          |
| 5.                       | Remco Evenepoel          | Deceuninck-Quick Step    | + 19s                    |                          |
| 6.                       | Aleksandr Vlasov         | Astana-Premier Tech      | + 24s                    |                          |
| 7.                       | David Dekker             | Jumbo-Visma              | + 32s                    |                          |
| 8.                       | Mikkel Honoré            | Deceuninck-Quick Step    | + 33s                    |                          |
| 9.                       | Samuele Battistella      | Astana-Premier Tech      | + 33s                    |                          |
| 10.                      | Matteo Sobrero           | Astana-Premier Tech      | + 33s                    |                          |

### Classificação por equipas"Súper team"
| Classificação por equipes | Classificação por equipes | Classificação por equipes | Classificação por equipes |
| Equipe                    | Equipe                    | Tempo                     |                           |
| ------------------------- | ------------------------- | ------------------------- | ------------------------- |
| 1.                        | Jumbo-Visma               | 27m02s                    |                           |
| 2.                        | Ineos Grenadiers          | + 9s                      |                           |
| 3.                        | Deceuninck-Quick Step     | + 13s                     |                           |
| 4.                        | Israel Start-Up Nation    | + 38s                     |                           |
| 5.                        | Qhubeka Assos             | + 41s                     |                           |
| 6.                        | Astana-Premier Tech       | + 47s                     |                           |
| 7.                        | UAE Team Emirates         | + 52s                     |                           |
| 8.                        | Bahrain Victorious        | + 1m01s                   |                           |
| 9.                        | EF Education-Nippo        | + 1m02s                   |                           |
| 10.                       | Movistar Team             | + 1m06s                   |                           |

## Abandonos
Nenhum.